# ديفيد بي ريد
ديفيد بي ريد (بالإنجليزية: David P. Reed) هو عالم حاسوب ومهندس أمريكي، ولد في 31 يناير 1952. عُرف بإسهاماته الملحوظة في شبكات الحاسوب والشبكات اللاسلكية.
اشترك في المراحل الأولى من تطوير حزمة بروتوكولات الإنترنت، وصمم بروتوكول حزم بيانات المستخدم، وهو أيضًا واحد من مؤلفي الورقة العلمية الأولى حول مبدأ الطرفين، والتي نُشرت في 1984.